# السجين (فلم 1955)
السجين (بالإنجليزية: the prisoner) هو فيلم إثارة بريطاني، لعام 1955، من إخراج بيتر جلينفيل، وبطولة أليك غينيس وجاك هاوكينز، مقتبس من مسرحية بريدجيت بولاند. تم ترشيحه لخمس جوائز أكاديمية بريطانية لعام 1956: أفضل فيلم وأفضل ممثل (لهاوكينز وغينيس) وأفضل مخرج وأفضل سيناريو مقتبس.

## طاقم التمثيل
- أليك غينيس
- جاك هاوكينز
- ويلفريد لوسون
- كينيث غريفيث
- جانيت ستريك
- رونالد لويس
- رايموند هنتلي
- مارك ديجنام
- جيرارد هاينز

## روابط خارجية
- مقالات تستعمل روابط فنية بلا صلة مع ويكي بيانات